# فوليتان
إن الفوليتان هو تصميم مقترح لإحدى السفن المجهزة بألواح الخلايا الشمسية، والذي يستخدم كلاً من طاقة الرياح والطاقة الشمسية. ويتميز هذا التصميم المقترح بأنه خفيف الوزن، وبنيته صلبة مصنوعة من ألياف الكربون وراتنجات الإيبوكسي وتصفيحه الأساسي من رغوة الكربون. كما أن لديه طلاء مقاوم للأشعة فوق البنفسجية.
وقد تم تصميمه ليكون مدعومًا بـمحرك كهربائي مزدوج قوته 220 حصانًا/تيار مباشر، مع جناحين معلقين للمساعدة في قيادة السفينة. وبالإضافة إلى ذلك، يمكن أن يقوم النظام الهيدروليكي/المؤازر الموجود في الأجنحة بتفعيل نظام الإبحار في فوليتان. وإذا تم بناؤها، فستكون الأبعاد حول 105.3 بوصات (طول) و24.8 بوصة (ارتفاع) و92.7 بوصة في (العرض مع الهيكل الشمسي) و24.9 بوصة في (العرض للهيكل المنخفض).
فاز التصميم بالجائزة الأولى في فئتي «أفضل قارب بحري» و «أفضل مركبة نقل للعام» في جائزة التصميم الدولي، لعام 2007.

## وصلات خارجية
- DesignNobis